# Pat Carra
Pat Carra (Parma, 1954) è una fumettista italiana.

## Biografia
Pat Carra è nata a Parma nel 1954 e vive a Milano. Nel 2006 ha vinto il Premio Internazionale di Satira politica di Forte dei Marmi.
Le sue prime vignette sono pubblicate negli anni Settanta dalla Libreria delle donne di Milano. È tra le fondatrici del periodico umoristico e femminista Aspirina e di Erbacce. Forme di vita resistenti ai diserbanti. Ha collaborato con riviste e giornali in Italia e all'estero: Noi donne, Cuore, Smemoranda, Donna Moderna, Corriere della Sera, il manifesto, Ego (Grecia), Luna (Argentina), Clara (Spagna), Terre di mezzo, InGenere.

## Libri e mostre
Libri
- Donne moderne (Glénat 1992)
- La Signora Pontida (Stampa alternativa 1994)
- Svegliatevi bambine (con Margherita Giacobino, Zelig BaldiniCastoldi1996)
- Orizzonti di boria (Quaderni di Via Dogana 1999)
- Cassandra che ride (BaldiniCastoldiDalai 2004)
- La Bella Addormentata fa il turno di notte (Ediesse 2005)
- Le mani sulla casa. Fatti e fumetti sulla bolla immobiliare (con Roberta Carlini, Ediesse 2007)
- Annunci di lavoro (Ediesse 2010)
- Sex of humour (Fandango 2011)
- Annunci a luci rosse (EPub Aspirina 2014)
- Nuvole basse (Aspirina 2016)

Mostre
- Cassandra che ride. Fumetti tra i fumi di guerra (Giardino dei ciliegi, Firenze, 2004 - Teatro Verdi, Pisa, 2004 - Laboratorio del tempo, Prato, 2005 - Bagdad Cafè, Genova, 2006- Centro monumentale Fazello, Sciacca, 2006 - Presidio No Dal Molin, Vicenza, 2007)
- Politica di pianerottolo. Fumetti sulla speculazione immobiliare (Pianerottolo di Via San Marco 29, Milano, 2005 - Libreria Utopia, Milano, 2005 - Museo della Satira e Caricatura, Forte dei Marmi, 2006)
- La Bella Addormentata fa il turno di notte. Fumetti sul lavoro (Palazzo D'Accursio, Bologna, 2006  - Palazzo Isimbardi, Milano, 2007 - Museo della Centrale Montemartini, Roma, 2008)
- Annunci di lavoro (Palazzo Comunale, San Donato Milanese, 2008 - Palazzo della Provincia, Lecco, 2009 - Circolo della rosa|Libreria delle donne, Milano 2011 - Frigoriferi Milanesi, Milano 2012)
- Punto a capo (Complesso del Vittoriano, Roma, 2010/2011)
- Punto a capo Milano Mumbai. Le borse indiane (Complesso del Vittoriano, Roma 2010/11 - Frigoriferi Milanesi, Milano 2011 - la Feltrinelli libri e musica, Milano 2011)
- Donne e primedonne (Teatro La Fenice, Venezia 2015 - Galleria Nuages, Milano 2017)
- Annunci di lavoro (CFZ Zattere, Venezia 2017)
- Le vignette di InGenere (Festival di Internazionale, Ferrara 2018)